# The Evil Next Door
The Evil Next Door (Originaltitel: Andra sidan) ist ein schwedischer Horrorfilm aus dem Jahr 2020.

## Handlung
Nach dem Tod seiner Ehefrau zieht Fredrik mit seiner neuen Freundin Shirin und dem fünfjährigen Sohn Lukas in eine Doppelhaushälfte. Lukas erkennt, dass in seinem neuen Kinderzimmer früher ein anderes Kind war, und verhält sich seltsam, als Shirin eine zugenagelte Klappe zum Dachboden öffnet. Wenig später bekommt Fredrik einen neuen Job, wodurch er nur noch an den Wochenenden zuhause ist. Shirin ist damit einverstanden und daher nun meistens alleine mit Lukas. Während sie noch mit dem Einrichten beschäftigt ist, verhält sich der Junge zunehmend seltsam. Nachdem ein Ball vom Nachbargrundstück durch ein Loch in der Hecke zu ihm gerollt ist, glaubt er, einen neuen Freund gefunden zu haben, und redet an der Wand zum Nachbarhaus mit ihm. Doch die andere Doppelhaushälfte steht seit Jahren leer.
Lukas’ Frage, ob tote Menschen zurückkommen können, erklärt sich Shirin mit dem Verlust seiner Mutter. Am nächsten Tag weist die Lehrerin darauf hin, dass Lukas von seinem neuen Freund nebenan erzählt habe. Als sie später versucht, dem Jungen zu erklären, dass nebenan niemand wohnt, reagiert er abweisend. Er erschreckt sich, als er auf dem Dachboden ein Monster sieht. In der Nacht hört Shirin selbst Klopfgeräusche, aber die zur Hilfe gerufenen Polizisten finden nichts in dem verlassenen Haus. Fredrik kommt hinzu und in seiner Anwesenheit ist zunächst wieder alles friedlich.
Doch dann erfährt Shirin von einer Nachbarin, dass das Kind der Vorbesitzer damals plötzlich verschwunden ist. Auf dem Monitor einer Überwachungskamera, die sie im Kinderzimmer aufstellt, sieht sie ein geisterhaftes Kind. Daraufhin untersucht sie das leere Nachbarhaus und kommt zu einer Tür, hinter der sich ein großes Loch im Boden befindet. Sie kehrt aber zurück zu Lukas, der sagt, dass jemand ihn mitnehmen wollte. Nachdem Fredrik ihr am nächsten Tag Vorwürfe gemacht hat, findet sie einen Online-Artikel über das damals verschwundene Kind Kim. Daraufhin besucht sie den Vorbesitzer Peter Lindvall, der ihr sagt, dass seine Frau nach dem Vorfall psychisch krank wurde. Fredrik kündigt an, seinen Job aufzugeben, um mehr zuhause zu sein.
Im Gespräch mit Shirin erzählt Lukas, dass sein neuer Freund sehr nett sei. Der Freund wolle nicht, dass der alte Mann auch Lukas holt. Shirin beruhigt den Jungen und nagelt die Luke zum Dachboden wieder zu. Doch in der Nacht gibt es wieder Geräusche. Als Shirin nachsehen will, versucht das geheimnisvolle Wesen, Lukas auf den Dachboden zu zerren. Der Junge wird im Krankenhaus untersucht und nachdem Fredrik wieder Shirin die Schuld gegeben hat, wirft er sie aus dem Haus. In dem Moment erhält Shirin einen Anruf von Frau Lindvall. Anhand eines Fotos in deren Wohnung erkennt sie, dass Kim ein Mädchen ist und somit nicht Lukas’ imaginärer Freund sein kann.
Als sie nach Hause zurückkehrt, wird Lukas gerade von dem Monster auf den Dachboden entführt. Während Fredrik durch den morschen Dachboden kracht, wird Lukas in das Loch im Nachbarhaus gezogen. Shirin folgt ihm und begegnet unterirdisch dem Monster. Dann tritt sie selbstbewusst auf und sagt, dass Lukas ihr gehört, woraufhin das Monster verschwindet. Shirin nimmt Lukas in den Arm und singt erstmals das Schlaflied seiner Mutter, das bisher immer nur Fredrik gesungen hat.

## Rezeption
Die Kritik des Horrorfilm-Portals Filmchecker sieht einen Film, „der stark im Zeichen der Vorbilder schwimmt, dabei jedoch leider kaum eine eigene Handschrift erkennen lässt“. Demnach gibt es „eine ganz anständige Atmosphäre“ wie in anderen skandinavischen Produktionen, aber keine tiefgründigen Figuren.
Der Rezensent des Phantastik-Portals Zauberspiegel spricht auch über die düstere Atmosphäre und den Mangel an neuen Ideen. Er meint aber auch, „man sollte hier nun nicht unbedingt die Messlatte zu hoch hängen, was eventuell die Hinzufügung jungfräulicher Ideen betrifft. Dafür hat man aber einen recht soliden Beitrag des Genre, welcher mal nicht wie üblich aus den USA stammt.“